# Benur Pašajan
Benur Pašajan (13. února 1959, Azavreti, Gruzie – 13. prosince 2019, Jerevan, Arménie) byl sovětský a arménský zápasník – klasik.

## Sportovní kariéra
Narodil se a vyrůstal v gruzínském Azavreti v arménské rodině. V 15 letech odešel studovat na internátní školu do arménském Jerevanu. V Jerevanu se specializoval na zápas řecko-římský pod vedením Alberta Mnacakanjana. V sovětské mužské reprezentaci se prosazoval od roku 1981 ve váze do 52 kg. V roce 1984 přišel o účast na olympijských hrách v Los Angels kvůli bojkotu a slabou náplastí mu bylo vítězství na tzv. truc olympiádě v létě téhož roku. Sportovní kariéru ukončil v roce 1985. Věnoval se trenérské práci.

## Výsledky
| Turnaj             | 1977 | 1978 | 1979 | 1980 | 1981 | 1982 | 1983 | 1984 |
| Turnaj             | 18   | 19   | 20   | 21   | 22   | 23   | 24   | 25   |
| Turnaj             | -48  | -52  | -52  | -52  | -52  | -52  | -52  | -52  |
| ------------------ | ---- | ---- | ---- | ---- | ---- | ---- | ---- | ---- |
| Olympijské hry     |      |      |      | —    |      |      |      | —    |
| Mistrovství světa  | —    | —    | —    |      | —    | 1.   | 1.   |      |
| Mistrovství Evropy | —    | —    | —    | —    | 1.   | 1.   | —    | —    |
| Univerziáda        | —    |      |      |      | 1.   |      |      |      |
| MS juniorů         | 1.   |      | 1.   |      |      |      |      |      |